# Харбинский международный выставочный и спортивный центр
Харбинский международный выставочный и спортивный центр (кит. трад. 哈爾濱國際會展體育中心, упр. 哈尔滨国际会议展览体育中心, пиньинь Hāěrbīn Guójì Huì Zhǎn Tǐyù Zhōngxīn) — многофункциональный стадион, располагающийся в городе Харбине, провинция Хэйлунцзян, Китай. Вмещает 50,000 зрителей. Общая площадь составляет 63,000 м2.
Принимал турнир гран-при Cup of China 2007 по фигурному катанию, а также зимнюю универсиаду 2009 года.
Является домашним стадионом для клуба Суперлиги Китая по футболу «Харбин Итэн».